# Herbert Brown
Herbert Charles Brown, właśc. Herbert Charles Browarnik (ur. 22 maja 1912 w Londynie, Wielka Brytania, zm. 19 grudnia 2004 w Lafayette, Indiana, Stany Zjednoczone) – chemik amerykański pochodzenia angielskiego, laureat Nagrody Nobla w 1979.

## Życiorys
Był synem żydowskich emigrantów z Ukrainy, z Żytomierza. W młodym wieku przeniósł się wraz z rodziną z Anglii do Stanów Zjednoczonych, do Chicago, gdzie ukończył studia (1936) i obronił doktorat (1938) na Uniwersytecie Chicagowskim. W 1936 r. poślubił Sarę Baylen (1912–2005), z którą nie rozstał się przez resztę życia. Do pracy naukowej nad związkami boru zainspirowała go książka Alfreda Stocka The Hydrides of Boron and Silicon („Wodorki boru i krzemu”), którą żona kupiła mu w prezencie i zadedykowała „dla przyszłego laureata Nagrody Nobla”. Początkowo pracował na Uniwersytecie Wayne State w Detroit (1943–1947), a od 1947 związał się z Uniwersytetem Purdue w West Lafayette, Indiana. W roku 1959 uzyskał tam pozycję Wetherill Distinguished Professor, a w 1960 Wetherill Research Professor. Pomimo przejścia na emeryturę w 1978, aktywnie prowadził badania naukowe aż do śmierci w 2004 w wieku 92 lat. Członek wielu korporacji naukowych, m.in. National Academy of Sciences i Amerykańskiej Akademii Umiejętności w Bostonie. Autor ponad tysiąca publikacji naukowych i posiadacz ponad 50 patentów.
1 października 1998 Uniwersytet Mikołaja Kopernika przyznał mu tytuł doktora honoris causa.
W pracy naukowej zajmował się reakcjami rodnikowymi i addycjami, poszukiwał zastosowania boru i fosforu w syntezach organicznych. Opracował w 1959 metodę addycji diboranów do alkenów (tzw. hydroborowanie Browna). W 1979 otrzymał Nagrodę Nobla za prace nad wykorzystaniem związków boru i fosforu jako odczynników w syntezie organicznej; wraz z nim uhonorowano uczonego niemieckiego Georga Wittiga.

## Publikacje
Autor monografii m.in.:
- Hydroboration (1962)
- Boranes in Organic Chemistry (1972)
- Organic Syntheses via Boranes (1975)
- The Nonclassical Ion Problem (1977)